# Campionat del Món de motocròs 2008
La temporada de 2008 del Campionat del Món de motocròs fou la 52a edició d'aquest campionat, organitzat per la FIM. El calendari oficial constava de 15 Grans Premis, celebrats entre el 6 d'abril i el 14 de setembre.

## Sistema de puntuació
Barem de puntuació de 2002 ençà:
| Posició | 1  | 2  | 3  | 4  | 5  | 6  | 7  | 8  | 9  | 10 | 11 | 12 | 13 | 14 | 15 | 16 | 17 | 18 | 19 | 20 |
| Punts   | 25 | 22 | 20 | 18 | 16 | 15 | 14 | 13 | 12 | 11 | 10 | 9  | 8  | 7  | 6  | 5  | 4  | 3  | 2  | 1  |

## Grans Premis

### MX1 i MX2
| Ronda | Data           | Gran Premi                       | Lloc          | Classe | 1a mànega          | 2a mànega          | Guanyador          |
| ----- | -------------- | -------------------------------- | ------------- | ------ | ------------------ | ------------------ | ------------------ |
| 1     | 6 d'abril      | Gran Premi dels Països Baixos    | Valkenswaard  | MX1    | Ken De Dycker      | Ken De Dycker      | Ken De Dycker      |
| 1     | 6 d'abril      | Gran Premi dels Països Baixos    | Valkenswaard  | MX2    | Tyla Rattray       | Tyla Rattray       | Tyla Rattray       |
| 2     | 20 d'abril     | Gran Premi d'Espanya             | Bellpuig      | MX1    | Steve Ramon        | Anul·lada          | Steve Ramon        |
| 2     | 20 d'abril     | Gran Premi d'Espanya             | Bellpuig      | MX2    | Tyla Rattray       | Davide Guarneri    | Davide Guarneri    |
| 3     | 27 d'abril     | Gran Premi de Portugal           | Águeda        | MX1    | David Philippaerts | Sébastien Pourcel  | Sébastien Pourcel  |
| 3     | 27 d'abril     | Gran Premi de Portugal           | Águeda        | MX2    | Antonio Cairoli    | Antonio Cairoli    | Antonio Cairoli    |
| 4     | 11 de maig     | Gran Premi de Bulgària           | Sevlievo      | MX1    | David Philippaerts | Sébastien Pourcel  | David Philippaerts |
| 4     | 11 de maig     | Gran Premi de Bulgària           | Sevlievo      | MX2    | Antonio Cairoli    | Tommy Searle       | Tommy Searle       |
| 5     | 18 de maig     | Gran Premi d'Itàlia              | Màntua        | MX1    | Sébastien Pourcel  | Maximilian Nagl    | Marc de Reuver     |
| 5     | 18 de maig     | Gran Premi d'Itàlia              | Màntua        | MX2    | Nicolas Aubin      | Antonio Cairoli    | Antonio Cairoli    |
| 6     | 1 de juny      | Gran Premi de Gran Bretanya      | Mallory Park  | MX1    | Ken De Dycker      | Jonathan Barragán  | Jonathan Barragán  |
| 6     | 1 de juny      | Gran Premi de Gran Bretanya      | Mallory Park  | MX2    | Tyla Rattray       | Antonio Cairoli    | Antonio Cairoli    |
| 7     | 15 de juny     | Gran Premi de França             | Mazeray       | MX1    | Sébastien Pourcel  | Sébastien Pourcel  | Sébastien Pourcel  |
| 7     | 15 de juny     | Gran Premi de França             | Mazeray       | MX2    | Tommy Searle       | Tommy Searle       | Tommy Searle       |
| 8     | 29 de juny     | Gran Premi d'Alemanya            | Teutschenthal | MX1    | Joshua Coppins     | Joshua Coppins     | Joshua Coppins     |
| 8     | 29 de juny     | Gran Premi d'Alemanya            | Teutschenthal | MX2    | Antonio Cairoli    | Tyla Rattray       | Tyla Rattray       |
| 9     | 6 de juliol    | Gran Premi de Suècia             | Uddevalla     | MX1    | Jonathan Barragán  | Maximilian Nagl    | Jonathan Barragán  |
| 9     | 6 de juliol    | Gran Premi de Suècia             | Uddevalla     | MX2    | Tyla Rattray       | Antonio Cairoli    | Antonio Cairoli    |
| 10    | 20 de juliol   | Gran Premi de Sud-àfrica         | Nelspruit     | MX1    | Steve Ramon        | Jonathan Barragán  | Jonathan Barragán  |
| 10    | 20 de juliol   | Gran Premi de Sud-àfrica         | Nelspruit     | MX2    | Tommy Searle       | Tyla Rattray       | Tommy Searle       |
| 11    | 3 d'agost      | Gran Premi de Bèlgica            | Lommel        | MX1    | Marc de Reuver     | Jonathan Barragán  | Jonathan Barragán  |
| 11    | 3 d'agost      | Gran Premi de Bèlgica            | Lommel        | MX2    | Tyla Rattray       | Gert Krestinov     | Gert Krestinov     |
| 12    | 10 d'agost     | Gran Premi de la República Txeca | Loket         | MX1    | Maximilian Nagl    | David Philippaerts | David Philippaerts |
| 12    | 10 d'agost     | Gran Premi de la República Txeca | Loket         | MX2    | Tyla Rattray       | Tommy Searle       | Tommy Searle       |
| 13    | 31 d'agost     | Gran Premi d'Irlanda             | Dublin        | MX1    | Ken De Dycker      | Tanel Leok         | Tanel Leok         |
| 13    | 31 d'agost     | Gran Premi d'Irlanda             | Dublin        | MX2    | Zach Osborne       | Tyla Rattray       | Tyla Rattray       |
| 14    | 7 de setembre  | Gran Premi del Benelux           | Lierop        | MX1    | Marc de Reuver     | Ken De Dycker      | Marc de Reuver     |
| 14    | 7 de setembre  | Gran Premi del Benelux           | Lierop        | MX2    | Tyla Rattray       | Tyla Rattray       | Tyla Rattray       |
| 15    | 14 de setembre | Gran Premi de la Vila de Faenza  | Faenza        | MX1    | Maximilian Nagl    | Maximilian Nagl    | Maximilian Nagl    |
| 15    | 14 de setembre | Gran Premi de la Vila de Faenza  | Faenza        | MX2    | Tommy Searle       | Tommy Searle       | Tommy Searle       |

### MX3
| Ronda | Data           | Gran Premi                    | Lloc                 | 1a mànega         | 2a mànega         | Guanyador         |
| ----- | -------------- | ----------------------------- | -------------------- | ----------------- | ----------------- | ----------------- |
| 1     | 6 d'abril      | Gran Premi d'Espanya          | Talavera de la Reina | Jan Zaremba       | Thomas Allier     | Thomas Allier     |
| 2     | 13 d'abril     | Gran Premi de França          | Castèlnòu de Lèvis   | Sébastien Pourcel | Sébastien Pourcel | Sébastien Pourcel |
| 3     | 27 d'abril     | Gran Premi d'Itàlia           | San Severino Marche  | Christian Beggi   | Christian Beggi   | Christian Beggi   |
| 4     | 4 de maig      | Gran Premi de França          | Plomion              | Thomas Allier     | Sven Breugelmans  | Sven Breugelmans  |
| 5     | 18 de maig     | Gran Premi de Portugal        | Cortelha             | Sven Breugelmans  | Thomas Allier     | Sven Breugelmans  |
| 6     | 25 de maig     | Gran Premi d'Espanya          | Alhama de Murcia     | Jonathan Barragán | Jonathan Barragán | Jonathan Barragán |
| 7     | 8 de juny      | Gran Premi de Croàcia         | Mladina              | Christian Beggi   | Anul·lada         | Christian Beggi   |
| 8     | 15 de juny     | Gran Premi de Bulgària        | Samokov              | Thomas Allier     | Christophe Martin | Christophe Martin |
| 9     | 6 de juliol    | Gran Premi dels Països Baixos | Markelo              | Thomas Allier     | Sven Breugelmans  | Sven Breugelmans  |
| 10    | 13 de juliol   | Gran Premi d'Eslovènia        | Orehova vas          | Alex Salvini      | Saso Kragelj      | Alex Salvini      |
| 11    | 20 de juliol   | Gran Premi d'Eslovàquia       | Sverepec             | Thomas Allier     | Patrick Caps      | Thomas Allier     |
| 12    | 3 d'agost      | Gran Premi de Xile            | Laguna Carén         | Thomas Allier     | Christian Beggi   | Christian Beggi   |
| 13    | 17 d'agost     | Gran Premi de Finlàndia       | Heinola              | Sven Breugelmans  | Sven Breugelmans  | Sven Breugelmans  |
| 14    | 23 d'agost     | Gran Premi de Dinamarca       | Randers              | Sven Breugelmans  | Sven Breugelmans  | Sven Breugelmans  |
| 15    | 7 de setembre  | Gran Premi de Suïssa          | Roggenburg           | Sven Breugelmans  | Álvaro Lozano     | Álvaro Lozano     |
| 16    | 14 de setembre | Gran Premi d'Alemanya         | Jauer                | Christophe Martin | Christophe Martin | Christophe Martin |

## MX1

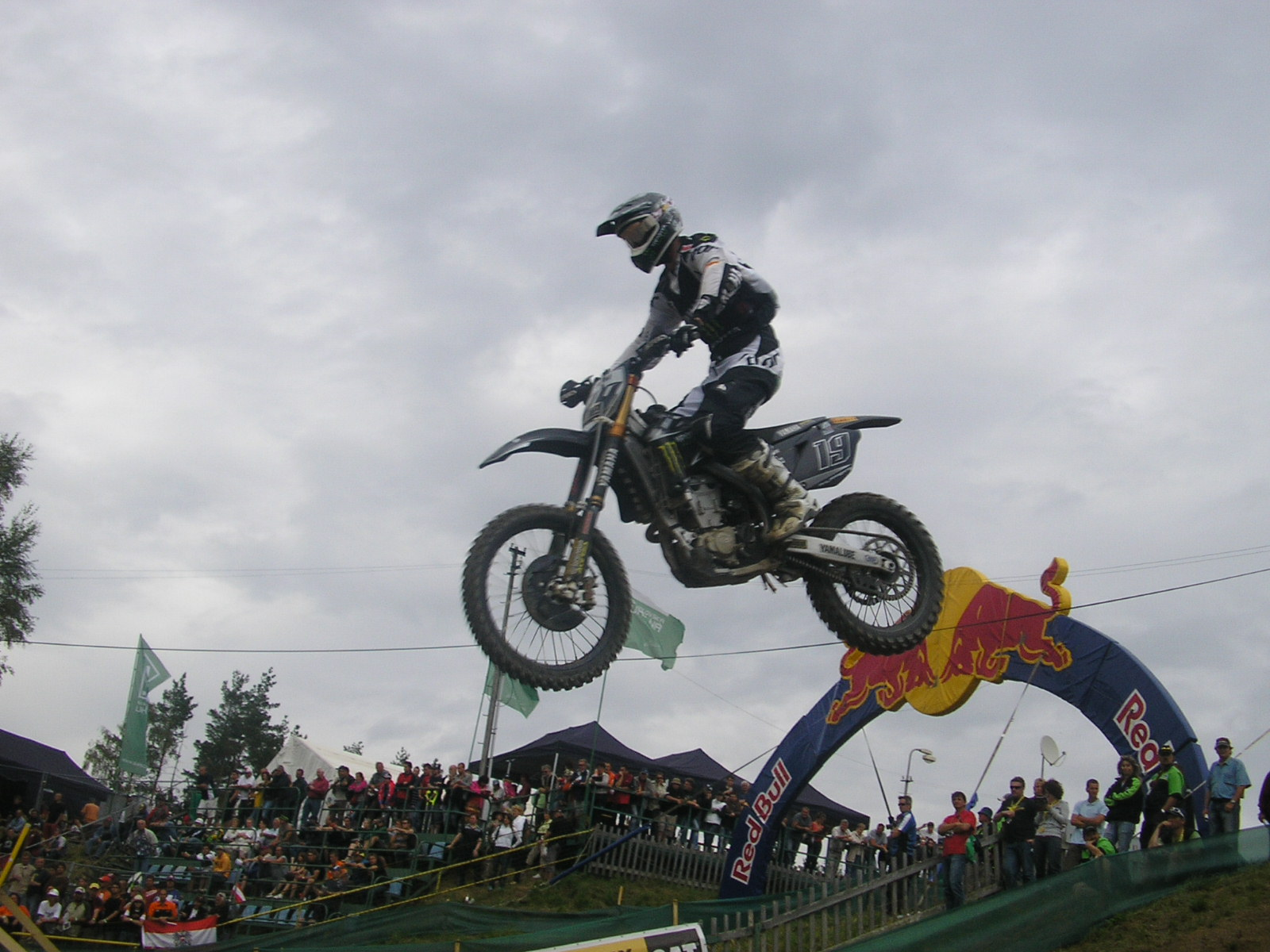
David Philippaerts al GP de la Rep. Txeca de MX1 (Loket, 10/8/2008)

### Classificació final
| Posició | Pilot              | Motocicleta | Punts |
| ------- | ------------------ | ----------- | ----- |
| 1       | David Philippaerts | Yamaha      | 509   |
| 2       | Steve Ramon        | Suzuki      | 495   |
| 3       | Ken De Dijcker     | Suzuki      | 490   |
| 4       | Jonathan Barragán  | KTM         | 455   |
| 5       | Joshua Coppins     | Yamaha      | 446   |
| 6       | Maximilian Nagl    | KTM         | 444   |
| 7       | Sébastien Pourcel  | Kawasaki    | 392   |
| 8       | Tanel Leok         | Kawasaki    | 352   |
| 9       | Billy Mackenzie    | Honda       | 320   |
| 10      | Marc De Reuver     | Honda       | 292   |

## MX2

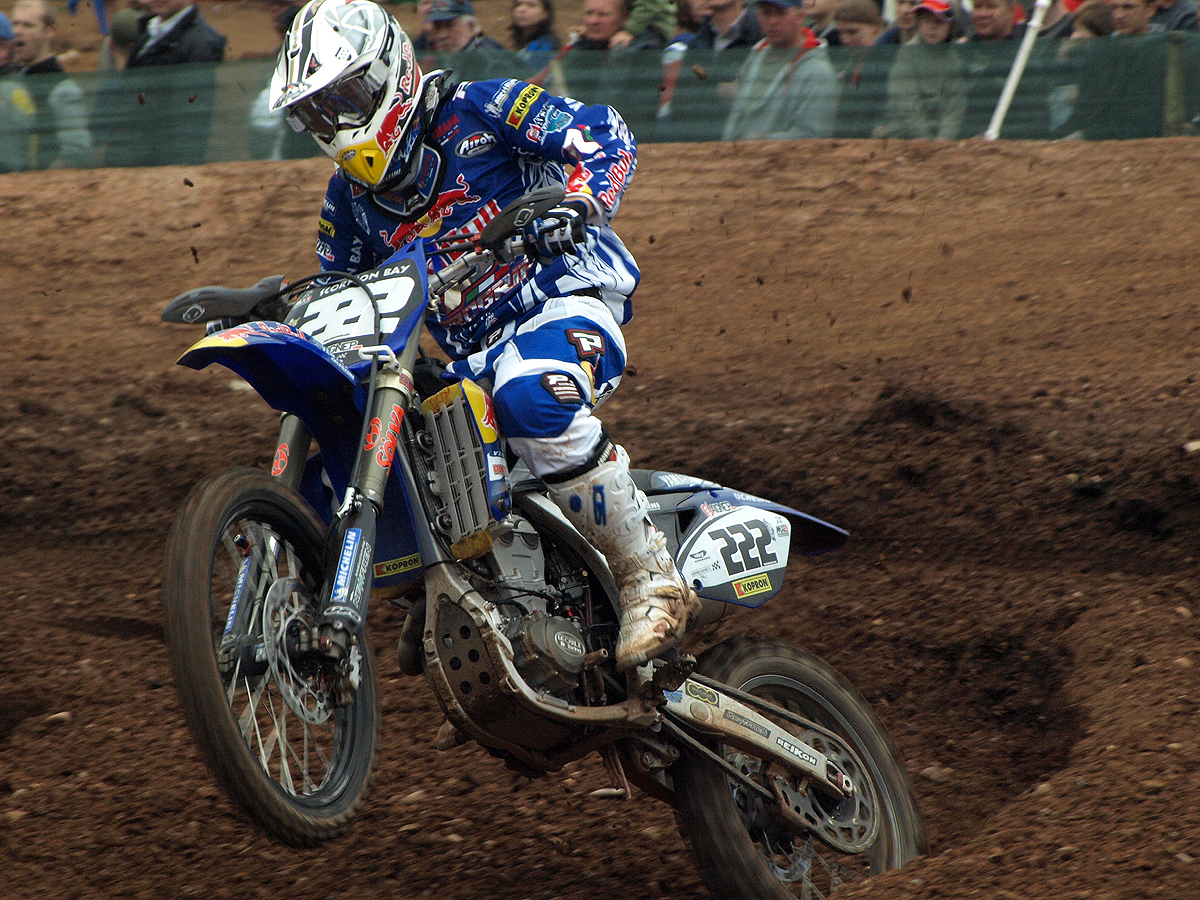
Antonio Cairoli al GP de Gran Bretanya de MX2 (Mallory Park, 1/6/2008)

### Classificació final
| Posició | Pilot               | Motocicleta | Punts |
| ------- | ------------------- | ----------- | ----- |
| 1       | Tyla Rattray        | KTM         | 636   |
| 2       | Tommy Searle        | KTM         | 613   |
| 3       | Nicolas Aubin       | Yamaha      | 406   |
| 4       | Shaun Simpson       | KTM         | 394   |
| 5       | Rui Gonçalves       | KTM         | 380   |
| 6       | Antonio Cairoli     | Yamaha      | 357   |
| 7       | Xavier Boog         | Suzuki      | 307   |
| 8       | Jeremy Van Horebeek | KTM         | 299   |
| 9       | Stephen Sword       | Kawasaki    | 291   |
| 10      | Steven Frossard     | Kawasaki    | 289   |

## MX3

### Classificació final
| Posició | Pilot             | Motocicleta | Punts |
| ------- | ----------------- | ----------- | ----- |
| 1       | Sven Breugelmans  | KTM         | 541   |
| 2       | Christian Beggi   | Honda       | 532   |
| 3       | Christophe Martin | Husqvarna   | ?     |
| 4       | Thomas Allier     | Husqvarna   | ?     |
| 5       | Álvaro Lozano     | KTM         | 352   |
| 6       | Kristof Salaets   | Honda       | 298   |
| 7       | Martin Zerava     | Honda       | 285   |
| 8       | Patrick Caps      | Kawasaki    | ?     |
| 9       | Nicolai M. Hansen | Yamaha      | 268   |
| 10      | Kasper Jensen     | Honda       | 228   |

## Resum: Podi final 2008
|           | MX1                | MX1    | MX2           | MX2    | MX3               | MX3       |
| Campió    | David Philippaerts | Yamaha | Tyla Rattray  | KTM    | Sven Breugelmans  | KTM       |
| Subcampió | Steve Ramon        | Suzuki | Tommy Searle  | KTM    | Christian Beggi   | Honda     |
| Tercer    | Ken De Dijcker     | Suzuki | Nicolas Aubin | Yamaha | Christophe Martin | Husqvarna |